# Toronto Sun
Toronto Sun – kanadyjski dziennik. Należy do gazet typu tabloid. Jego pierwszy numer ukazał się w 1971 roku.
Właścicielem czasopisma jest Postmedia Network.